# Glen Buxton
Glen Edward Buxton (10 de noviembre de 1947-19 de octubre de 1997) fue un músico de Estados Unidos y el guitarrista original de la banda The Spiders, que luego pasaría a llamarse Alice Cooper.
Buxton murió de complicaciones a causa de una neumonía en un hospital cercano a Mason City, Iowa, el 19 de octubre de 1997, a los 49 años de edad.
En 2003, la revista Rolling Stone nombra a Buxton como uno de los 100 greatest guitarists of all time. En 2011, fue incluido póstumamente en el Salón de la Fama del Rock and Roll como miembro del grupo original de Alice Cooper.

## Discografía
- Live at the Whiskey (1969)
- Pretties For You (1969)
- Easy Action (1970)
- Love It to Death (1971)
- Killer (1971)
- School's Out (1972)
- Billion Dollar Babies (1973)
- Muscle of love  (1974)